# Saint-Ouen-la-Thène
Pour les articles homonymes, voir Saint-Ouen.
Saint-Ouen-la-Thène est une commune du Sud-Ouest de la France située dans le département de la Charente-Maritime, en région Nouvelle-Aquitaine.
Ses habitants sont appelés les Audoniens.

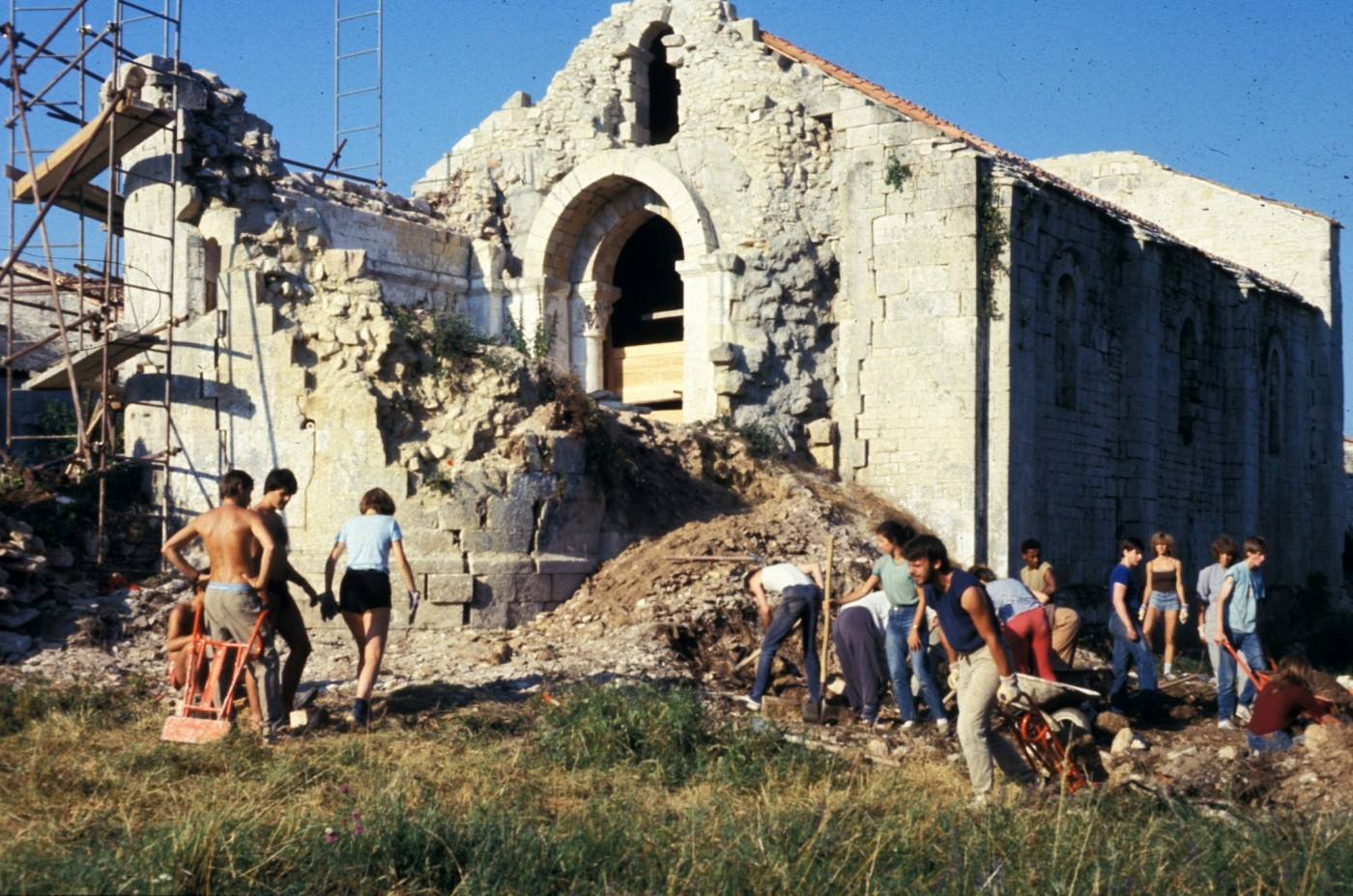
Restauration du chœur de l'église en 1986.

## Géographie
La commune est traversée par le Briou qui prend sa source aux Fontaines de Charlemagne situées sur la commune de Bresdon.
La vocation agricole de la commune se caractérise par la production de céréales et la viticulture. Il reste un éleveur de bêtes à cornes essentiellement pour la viande.

### Communes limitrophes
|       | Beauvais-sur-Matha |         |
|       | Saint-Ouen         | Bresdon |
| Siecq |                    |         |

## Urbanisme

### Typologie
Au 1er janvier 2024, Saint-Ouen-la-Thène est catégorisée commune rurale à habitat très dispersé, selon la nouvelle grille communale de densité à 7 niveaux définie par l'Insee en 2022.
Elle est située hors unité urbaine et hors attraction des villes,.

### Occupation des sols
L'occupation des sols de la commune, telle qu'elle ressort de la base de données européenne d’occupation biophysique des sols Corine Land Cover (CLC), est marquée par l'importance des territoires agricoles (91,3 % en 2018), une proportion identique à celle de 1990 (91,3 %). La répartition détaillée en 2018 est la suivante : 
terres arables (61,5 %), zones agricoles hétérogènes (14,5 %), cultures permanentes (11,2 %), forêts (8,7 %), prairies (4,1 %). L'évolution de l’occupation des sols de la commune et de ses infrastructures peut être observée sur les différentes représentations cartographiques du territoire : la carte de Cassini (XVIIIe siècle), la carte d'état-major (1820-1866) et les cartes ou photos aériennes de l'IGN pour la période actuelle (1950 à aujourd'hui).

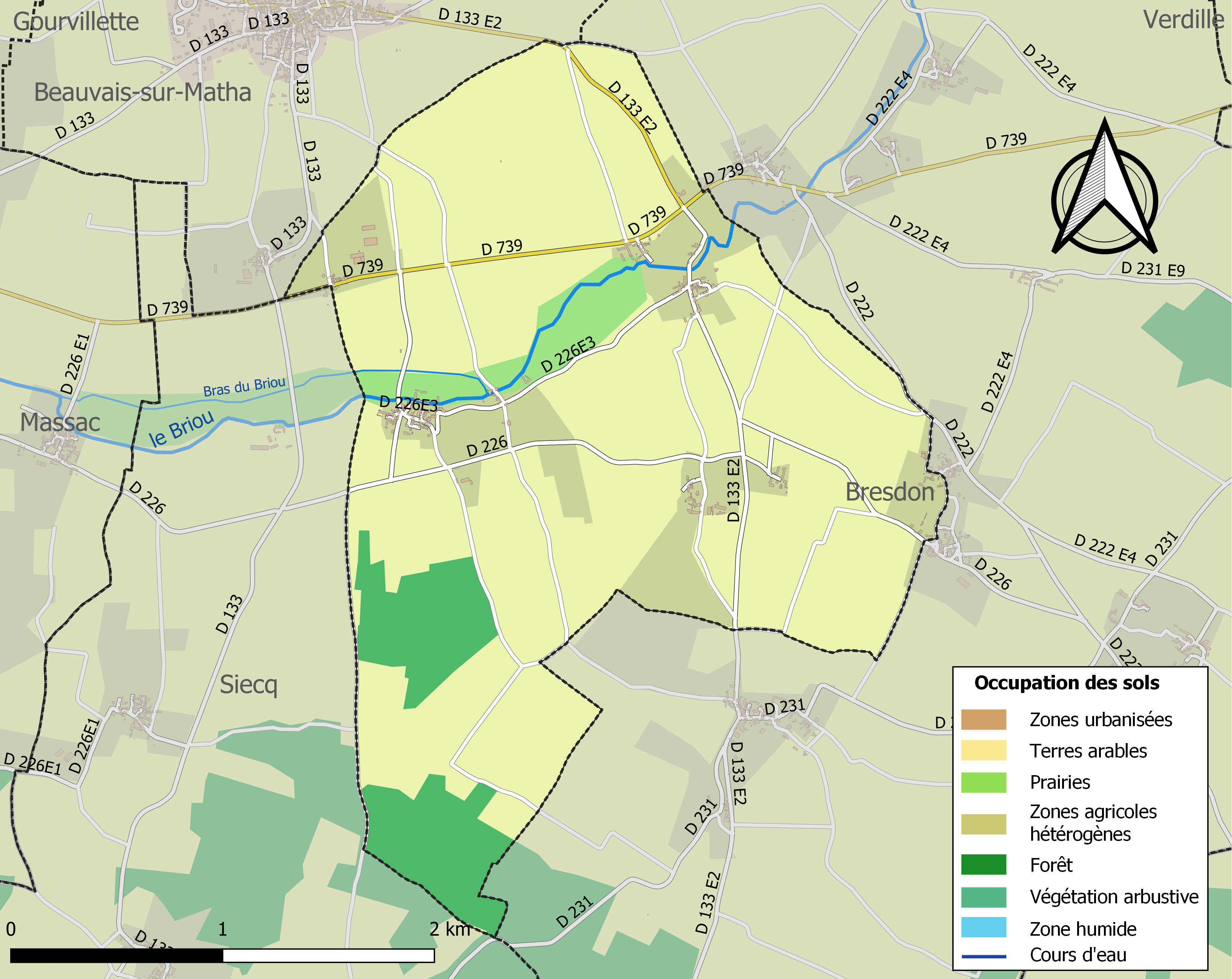
Carte des infrastructures et de l'occupation des sols de la commune en 2018 (CLC).

### Risques majeurs
Le territoire de la commune de Saint-Ouen-la-Thène est vulnérable à différents aléas naturels : météorologiques (tempête, orage, neige, grand froid, canicule ou sécheresse), inondations, mouvements de terrains et séisme (sismicité modérée). Il est également exposé à un risque technologique,  le transport de matières dangereuses. Un site publié par le BRGM permet d'évaluer simplement et rapidement les risques d'un bien localisé soit par son adresse soit par le numéro de sa parcelle.

#### Risques naturels
Certaines parties du territoire communal sont susceptibles d’être affectées par le risque d’inondation par débordement de cours d'eau, notamment le Briou. La commune a été reconnue en état de catastrophe naturelle au titre des dommages causés par les inondations et coulées de boue survenues en 1982, 1999 et 2010,.

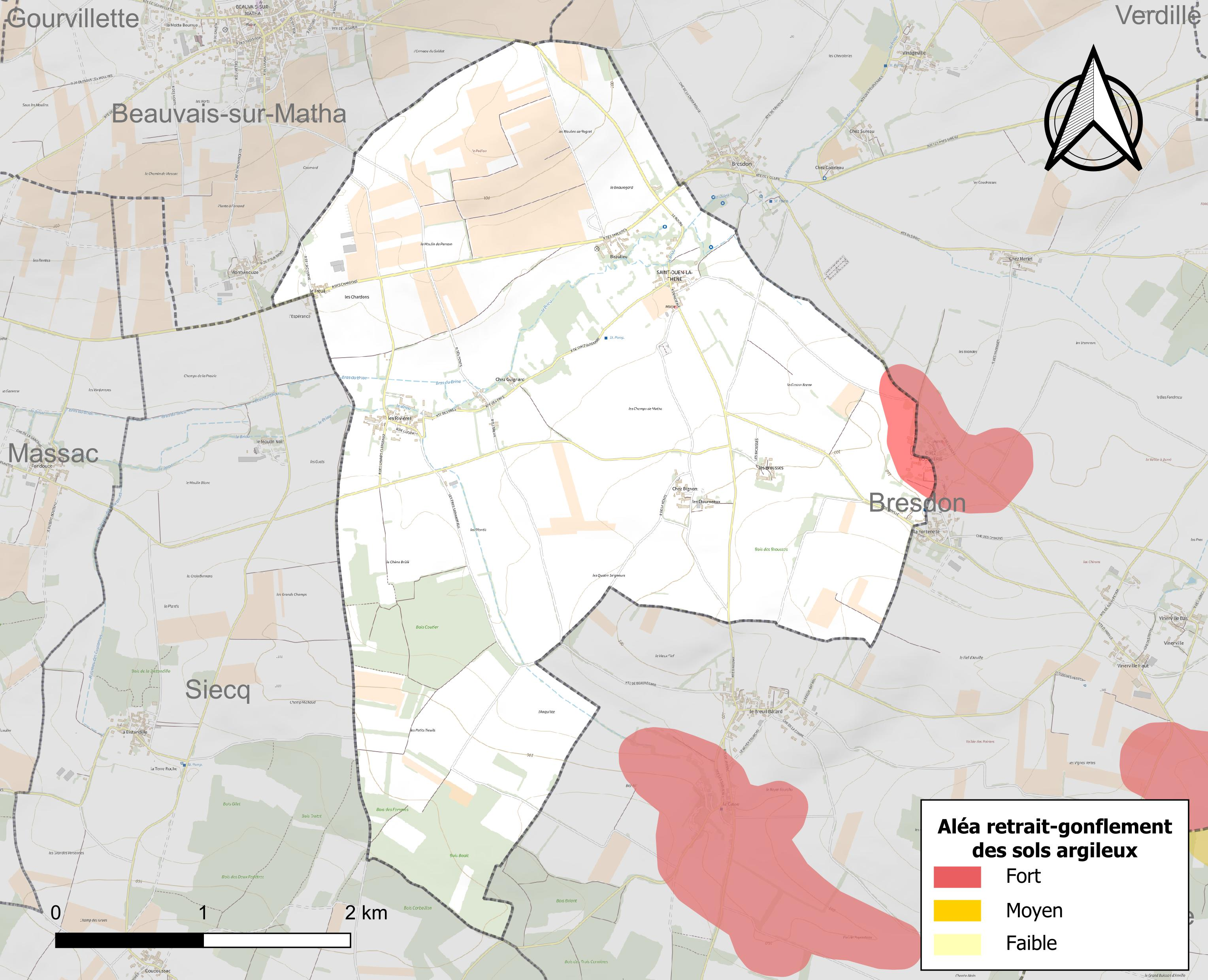
Carte des zones d'aléa retrait-gonflement des sols argileux de Saint-Ouen-la-Thène.

Les mouvements de terrains susceptibles de se produire sur la commune sont des tassements différentiels.
Le retrait-gonflement des sols argileux est susceptible d'engendrer des dommages importants aux bâtiments en cas d’alternance de périodes de sécheresse et de pluie. 1,1 % de la superficie communale est en aléa moyen ou fort (54,2 % au niveau départemental et 48,5 % au niveau national). Sur les 87 bâtiments dénombrés sur la commune en 2019,  5 sont en aléa moyen ou fort, soit 6 %, à comparer aux 57 % au niveau départemental et 54 % au niveau national. Une cartographie de l'exposition du territoire national au retrait gonflement des sols argileux est disponible sur le site du BRGM,.
Par ailleurs, afin de mieux appréhender le risque d’affaissement de terrain, l'inventaire national des cavités souterraines permet de localiser celles situées sur la commune.
Concernant les mouvements de terrains, la commune a été reconnue en état de catastrophe naturelle au titre des dommages causés par la sécheresse en 2003 et par des mouvements de terrain en 1999 et 2010.

#### Risques technologiques
Le risque de transport de matières dangereuses sur la commune est lié à sa traversée par une ou des infrastructures routières ou ferroviaires importantes ou la présence d'une canalisation de transport d'hydrocarbures. Un accident se produisant sur de telles infrastructures est susceptible d’avoir des effets graves sur les biens, les personnes ou l'environnement, selon la nature du matériau transporté. Des dispositions d’urbanisme peuvent être préconisées en conséquence.

## Toponymie
Le nom du bourg provient d'Ouen de Rouen (Audonenus), à qui la paroisse avait été dédiée.
Le nom officiel de la commune était Saint-Ouen mais l'appellation Saint-Ouen-la-Thène était aussi usité. C'est depuis le 7 novembre 2013 que la commune porte officiellement le non de Saint-Ouen-la-Thène.

### Administration municipale

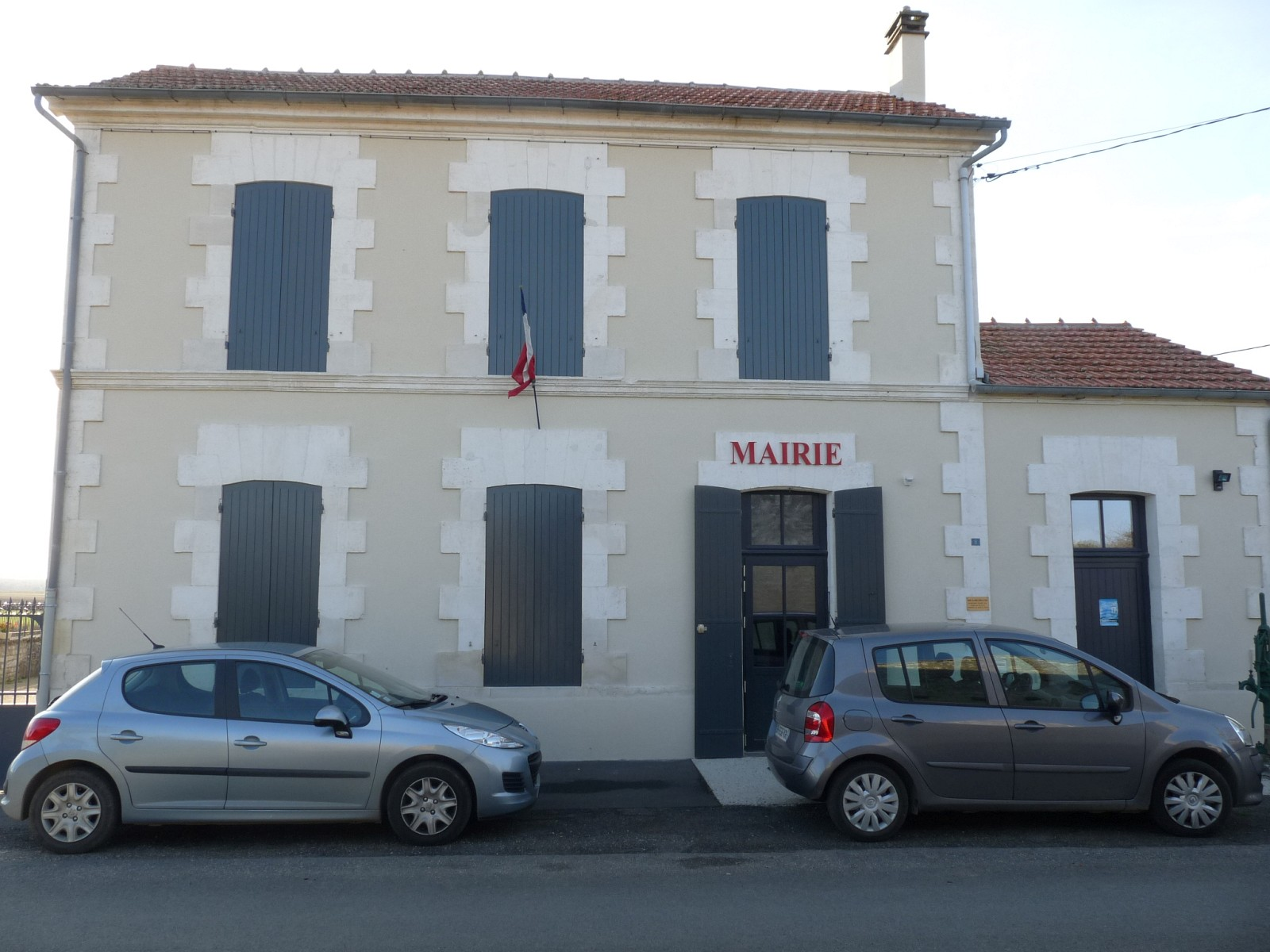
La mairie de la commune.

## Administration

### Liste des maires
| Période                                  | Période  | Identité           | Étiquette | Qualité    |
| ---------------------------------------- | -------- | ------------------ | --------- | ---------- |
| Les données manquantes sont à compléter. |          |                    |           |            |
| 1959                                     | 2008     | Guy Voyer          |           |            |
| 2008                                     | 2020     | Guy Brunet         | PS        |            |
| 2020                                     | En cours | Jean-Michel Piolot |           | Technicien |

## Démographie

### Évolution démographique
L'évolution du nombre d'habitants est connue à travers les recensements de la population effectués dans la commune depuis 1793. Pour les communes de moins de 10 000 habitants, une enquête de recensement portant sur toute la population est réalisée tous les cinq ans, les populations de référence des années intermédiaires étant quant à elles estimées par interpolation ou extrapolation. Pour la commune, le premier recensement exhaustif entrant dans le cadre du nouveau dispositif a été réalisé en 2004.

En 2022, la commune comptait 137 habitants, en évolution de +26,85 % par rapport à 2016 (Charente-Maritime : +4,04 %, France hors Mayotte : +2,11 %).
| 1793 | 1800 | 1806 | 1821 | 1831 | 1836 | 1841 | 1846 | 1851 |
| ---- | ---- | ---- | ---- | ---- | ---- | ---- | ---- | ---- |
| 302  | 354  | 379  | 368  | 380  | 400  | 398  | 397  | 393  |

| 1856 | 1861 | 1866 | 1872 | 1876 | 1881 | 1886 | 1891 | 1896 |
| ---- | ---- | ---- | ---- | ---- | ---- | ---- | ---- | ---- |
| 371  | 355  | 362  | 346  | 367  | 340  | 307  | 296  | 307  |

| 1901 | 1906 | 1911 | 1921 | 1926 | 1931 | 1936 | 1946 | 1954 |
| ---- | ---- | ---- | ---- | ---- | ---- | ---- | ---- | ---- |
| 303  | 298  | 273  | 252  | 237  | 249  | 265  | 242  | 228  |

| 1962 | 1968 | 1975 | 1982 | 1990 | 1999 | 2004 | 2006 | 2009 |
| ---- | ---- | ---- | ---- | ---- | ---- | ---- | ---- | ---- |
| 187  | 180  | 160  | 153  | 147  | 145  | 140  | 141  | 130  |

| 2014 | 2019 | 2022 | - | - | - | - | - | - |
| ---- | ---- | ---- | - | - | - | - | - | - |
| 108  | 125  | 137  | - | - | - | - | - | - |

## Culture locale et patrimoine

### Lieux et monuments

#### Église Saint-Alban
Historique

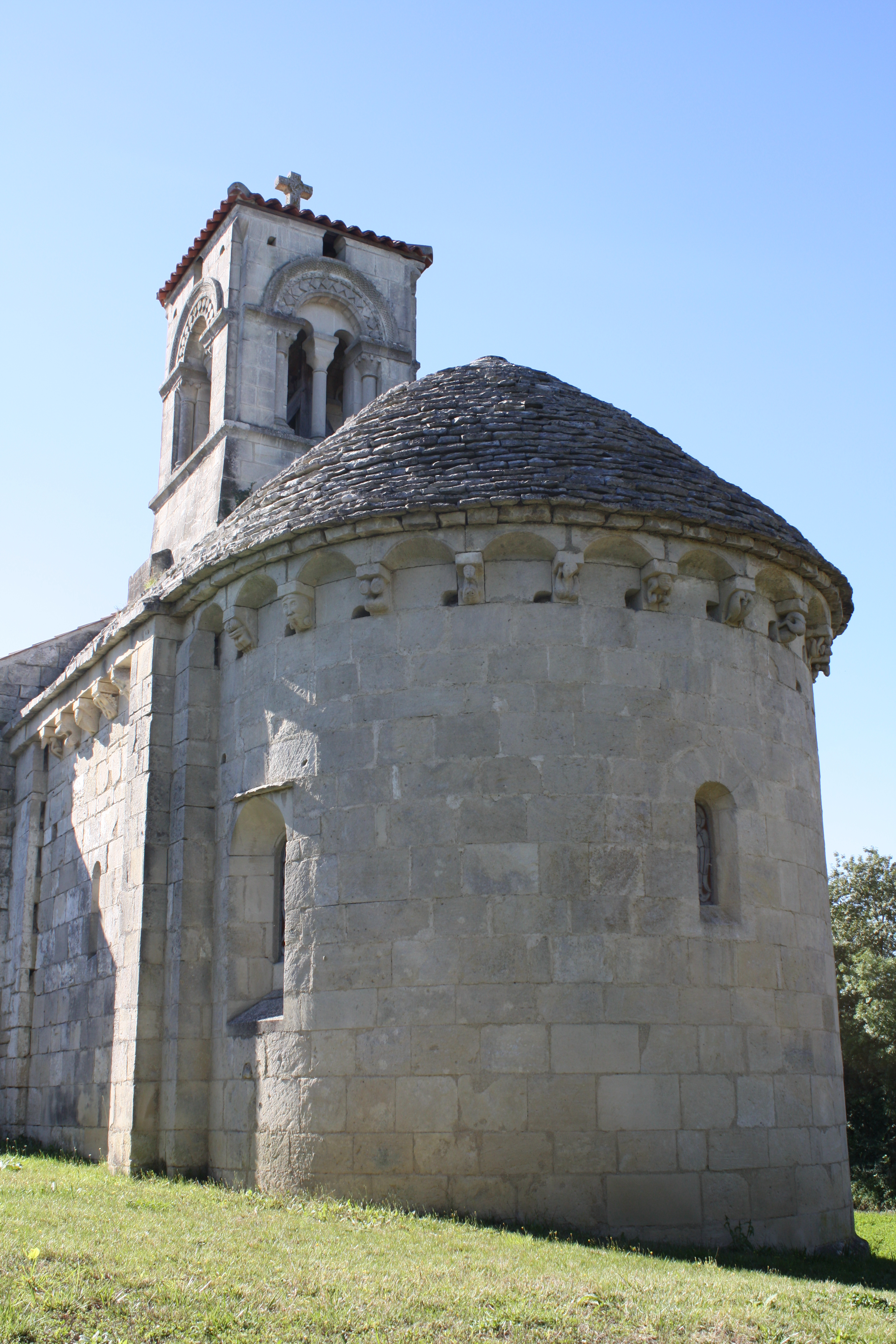

La construction de la petite église de Saint-Ouen remonte à l'an 1031 sur un petit promontoire surplombant le ruisseau du Briou qui prend sa source à la Fontaine de Charlemagne à quelques encablures en amont. La légende locale dit que ce serait Charlemagne qui aurait fait jaillir cette source pour abreuver son armée de passage ici, pendant la libération de la Saintonge de l'occupation sarrasine.
L'église de Saint-Ouen a survécu plus ou moins bien jusqu'en 1946 date à laquelle la dernière messe a été célébrée. De nombreux témoignages rapportent qu'elle était alors couverte de lierres. En 1960 un projet de restauration fut abandonné, la commune ne pouvant financer seule la restauration. Laissée à l'abandon, en 1972 le clocher s'effondra. Ce fut la perspicacité du maire de l'époque, Guy Voyer et le club Marpen de Tusson qui sauvèrent l'édifice. L'église n'a pas été rendue au culte après sa restauration mais est ouverte au public.
La renaissance de l'église
L'église de Saint-Ouen-la-Thène, en Pays de Matha, a été sauvée de la ruine dans les années 1980 par le club Marpen de Tusson dans le département de la Charente qui s'est consacré pendant douze ans à sa restauration. Des jeunes de toute l'Europe sont venus prêter main-forte sur le chantier. Le chœur et le clocher furent entièrement reconstruits.
Le travail et la ténacité du club Marpen lui a valu de nombreux prix et encouragements : en 1986 prix du concours de chefs-d'œuvre en péril, en 1987 prix du concours régional des chantiers de jeunesse et en 1994 à la fin des travaux le Club Marpen s'est vu décerner le prix régional des chantiers de jeunesse.
Caractéristiques
A l'ouest l'église présente une façade formée de deux baies aveugles encadrant un portail à trois voussures. Au chevet, la corniche est ornée de modillons imagés représentant des scènes érotiques, thème surprenant pour un édifice chrétien mais que certains justifient par la formule : « la sainteté à l'intérieur et l'enfer à l'extérieur ». Ces 26 modillons sont des reproductions de modillons présents sur d'autres édifices religieux de la région. Les fenêtres furent ornées de vitraux réalisés par Coline Fabre, maître-verrier à Tusson.